# Isle of Wight County
Isle of Wight County ist ein County im Bundesstaat Virginia der Vereinigten Staaten. Bei der Volkszählung im Jahr 2020 hatte das County 38.606 Einwohner und eine Bevölkerungsdichte von 47,1 Einwohnern pro Quadratkilometer. Der Verwaltungssitz (County Seat) ist Isle Of Wight.

## Geographie
Isle of Wight County liegt im Südosten von Virginia, ist im Süden etwa 20 Kilometer von North Carolina, im Nordosten etwa 25 Kilometer vom Atlantik entfernt und hat eine Fläche von 940 Quadratkilometern, wovon 121 Quadratkilometer Wasserfläche sind. Es grenzt im Uhrzeigersinn an folgende Countys: Southampton County und Surry County.

## Geschichte
1634 wurde das Warrosquyoake Shire auf Anordnung des englischen Königs Karl I. gegründet. Shires waren Verwaltungseinheiten. Der Name Warrosquyoake stammte von einem indigenen Stamm. Zwischen 1637 und 1642 fand die Umbenennung der Begriffe shire in county statt. Das Warrosquyoake shire wurde 1637 in Isle of Wight County umbenannt.

## Demografische Daten

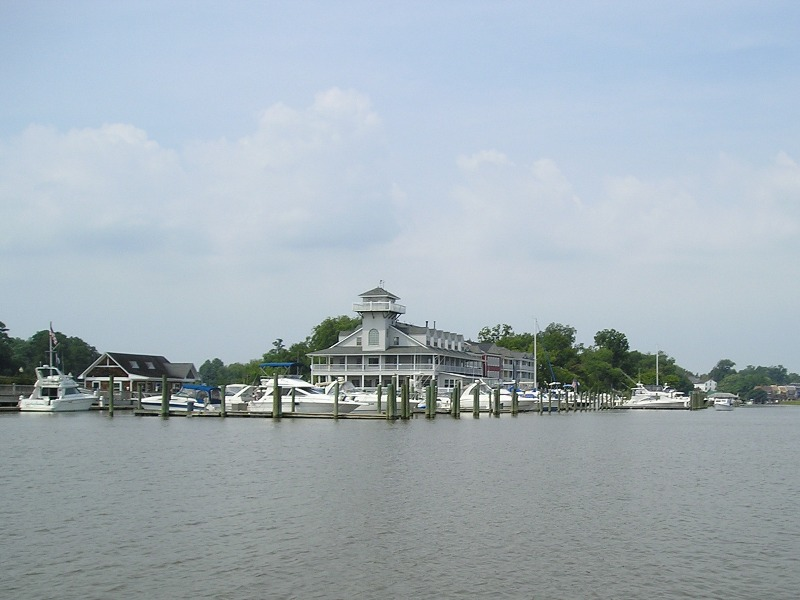
Das Smithfield Station Hotel mit Yachthafen am Pagan River

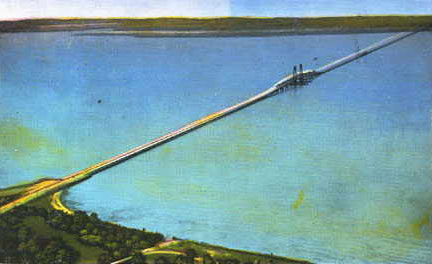
Brücke über den James River

Alterspyramide des Isle of Wight County

Nach der Volkszählung im Jahr 2000 lebten im Isle of Wight County 29.728 Menschen. Davon wohnten 180 Personen in Sammelunterkünften, die anderen Einwohner lebten in 11.319 Haushalten und 8.670 Familien. Die Bevölkerungsdichte betrug 36 Einwohner pro Quadratkilometer. Ethnisch betrachtet setzte sich die Bevölkerung zusammen aus 71,08 Prozent Weißen, 27,15 Prozent Afroamerikanern, 0,26 Prozent amerikanischen Ureinwohnern, 0,34 Prozent Asiaten, 0,03 Prozent Bewohnern aus dem pazifischen Inselraum und 0,28 Prozent aus anderen ethnischen Gruppen; 0,86 Prozent stammten von zwei oder mehr ethnischen Gruppen ab. 0,85 Prozent der Bevölkerung waren spanischer oder lateinamerikanischer Abstammung.
Von den 11.319 Haushalten hatten 34,0 Prozent Kinder und Jugendliche unter 18 Jahre, die bei ihnen lebten. 60,4 Prozent waren verheiratete, zusammenlebende Paare, 12,2 Prozent waren allein erziehende Mütter, 23,4 Prozent waren keine Familien, 20,0 Prozent waren Singlehaushalte und in 8,6 Prozent lebten Menschen im Alter von 65 Jahren oder darüber. Die Durchschnittshaushaltsgröße betrug 2,61 und die durchschnittliche Familiengröße lag bei 2,99 Personen.
Auf das gesamte County bezogen setzte sich die Bevölkerung zusammen aus 25,4 Prozent Einwohnern unter 18 Jahren, 6,6 Prozent zwischen 18 und 24 Jahren, 29,6 Prozent zwischen 25 und 44 Jahren, 26,2 Prozent zwischen 45 und 64 Jahren und 12,2 Prozent waren 65 Jahre alt oder darüber. Das Durchschnittsalter betrug 39 Jahre. Auf 100 weibliche Personen kamen 95,7 männliche Personen. Auf 100 Frauen im Alter von 18 Jahren oder darüber kamen statistisch 91,7 Männer.

Das jährliche Durchschnittseinkommen eines Haushalts betrug 45.387 USD, das Durchschnittseinkommen der Familien betrug 52.597 USD. Männer hatten ein Durchschnittseinkommen von 37.853 USD, Frauen 22.990 USD. Das Prokopfeinkommen betrug 20.235 USD. 6,6 Prozent der Familien und 8,3 Prozent der Bevölkerung lebten unterhalb der Armutsgrenze. Darunter waren 8,8 Prozent der Kinder und Jugendlichen unter 18 Jahren und 11,9 Prozent der Einwohner im Alter ab 65 Jahren.